# حوسبة فائقة
الحوسبة الفائقة هي جميع أنشطة الحوسبة وأنشطة الحوسبة الموجهة والتي تتضمن المعرفة (العلمية والتقنية) المستثمَرة في البحث العلمي، والتطوير، والتطبيق في مجالات مختلفة من الحوسبة. كما قد تتناول أنماطًا أخرى عديدة من تطبيقات الحوسبة، مثل:الصناعة، والتجارة، والإدارة، والإدارة المتعلقة بالعنصر البشري. وتركز المجالات الناشئة للحوسبة الفائقة على الجوانب المنهجية والتكنولوجية لتطوير شبكات الحاسوب/المجموعات الشبكية، مثل الإنترنت والإنترانت، بجانب أنواع أخرى من شبكات الحاسوب الموزعة إقليميًا لأغراض خاصة.

## الاستخدامات

### في علم الحوسبة
تشتمل الحوسبة الفائقة - باعتبارها عملية حوسبة للحوسبة - على: تنظيم شبكات الحاسوب الضخمة، واختيار معايير التصميم (على سبيل المثال: الحلول المركزة أو حلول الند بالند)، وتطوير الحوسبة الفائقة البرمجية (البرمجيات الوسطية، والبرمجة الفائقة)، حيث - في المجالات المخصصة - يستخدم مفهوم الحوسبة كوصف للطبقات العليا للبرامج، والتي تعتبر نظمًا أساسية تعمل ضمن الشبكة لتطوير العمليات الحسابية الموجهة للمستخدم، مثل الفيزياء الحاسوبية والمعلوماتية الحيوية.
وهنا تظهر مشكلات تعقد النظم/الشبكات لا ترتبط بالتعقيدات المعتمدة على المجال فقط، و لكنها ترتكز على التعقيد الفائق النظامي للبنى التحتية لشبكات الحاسوب.
كما أن الحوسبة الفائقة مفيدة كذلك لوصف نظم البرمجة ذاتية المرجع. وتلعب هذه النظم في الغالب دور الجيل الخامس من لغات الحوسبة التي تتطلب استخدام نظام تشغيل ذا معالج فائق لتكون فعالة. وعادةً، تحدث الحوسبة الفائقة في النظم المفسّرة أو المؤلِفة للزمن الحقيقي، حيث قد تتغير الطبيعة المتغيرة للمعلومات في معالجة النتائج في حالة حوسبة غير متوقعة من خلال الحاسوب الفائق (حالة المعلومات التي يعمل عليها نظام الحوسبة الفائقة).

### في الهندسية الإدراكية الاجتماعية
من المنظور البشري والاجتماعي، فإن الحوسبة الفائقة تركز بصفة خاصة على: برامج الحاسوب البشرية، والعلاقات المتبادلة/الواجهات الإدراكية وإمكانية تطوير المجموعات الشبكية الحاسوبية الذكية لمساعدة المنظمات البشرية، كما تركز على تقنيات الحوسبة واسعة الانتشار. وبشكل خاص، ترتبط بتطوير البنية التحتية للبرامج الخاصة بالنمذجة الحاسوبية، ومحاكاة البُنى الإدراكية من أجل نظم دعم القرار المتعددة.

### في الُنظميات والمنظور الفلسفي
تشير الحوسبة الفائقة للمشاكل العامة في الحوسبة إلى المعرفة البشرية، إلى حد تحويلها هي والتفكير الفردي إلى نوع من برامج الحاسوب. ويهتم علم النفس الرياضي بهذه الأسئلة والأسئلة المشابهة.

## مَصادر
1. ↑  Smarr، Larry؛ Catlett، Charles E. (1992). "Metacomputing". Communications of the ACM. ج. 35 ع. 6: 44. DOI:10.1145/129888.129890.